# Les Vacances de Mr. Bean
Pour les articles homonymes, voir Bean.
Série
Bean
(1997)
Pour plus de détails, voir Fiche technique et Distribution.
Les Vacances de Mr. Bean (Mr. Bean's Holiday) est un film franco-britannique réalisé par Steve Bendelack et sorti en 2007. 
Cette comédie burlesque est le second film adapté de la série télévisée éponyme Mr. Bean, après Bean en 1997.

## Synopsis
À Londres au cours du mois de juin, Mr. Bean gagne des vacances dans le Sud de la France, au bord de la mer à Cannes, ainsi qu'une caméra vidéo en jouant à une tombola, grâce au numéro 919. En filmant son périple, il embarque dans le train Eurostar jusqu'à la gare du Nord et veut prendre un taxi pour aller jusqu'à la gare de Lyon. Cependant, à la suite d'un malentendu, il est amené à la Défense. Il se rend alors à pied à la gare de Lyon en suivant en ligne droite la direction  indiquée par sa boussole et perturbe ainsi la circulation en traversant Paris. Arrivé à la gare, il se coince la cravate dans un distributeur de sandwichs et rate son TGV. Le prochain arrivant à 13h05 dans une heure, il décide de déjeuner au restaurant "Le Train Bleu" et sans comprendre la commande, se retrouve avec un plateau de fruits de mer. Il jette les huîtres dans le sac de la dame à côté de lui et mange entièrement les langoustines. Quand le téléphone sonne dans le sac, Mr Bean part à toute vitesse et la dame crie quand elle voit les huîtres dégoulinantes sur ses mains. 
Plus tard avant de monter dans le TGV suivant pour Cannes, il demande à un passager de le filmer lorsqu'il monte mais ce dernier rate le train tandis que son fils de douze ans, Stepan, est déjà à bord. Mr. Bean essaie de l'amuser, sans succès. Le garçon descend à la gare suivante et se fait importuner par un clochard. Mr. Bean descend pour le protéger mais rate le train et oublie sa valise dedans. Plus tard, un autre TGV allant à Cannes arrive sur le quai mais celui-ci ne s'arrête pas. Le père se trouve dedans et ne pouvant sortir, il montre une pancarte à son fils sur laquelle est écrit son numéro de téléphone, mais ses doigts cachent les deux derniers chiffres. Mr. Bean note alors sur son carnet toutes les possibilités du numéro en question; après quelques tentatives, ils prennent le TGV suivant. Mais Mr. Bean oublie son portefeuille contenant son argent, passeport et billets : il est alors expulsé avec l'enfant à la gare suivante, Avignon TGV. 
Ils sont fatigués et affamés, Mr. Bean a l'idée de simuler de la musique grâce à une enceinte, ce qui leur permet de s'acheter de quoi se nourrir et un billet de bus pour Cannes. Mais celui de Mr. Bean s'envole et atterrit sur une poule qui est emmenée par un paysan à son exploitation. Mr. Bean poursuit la voiture à vélo et se retrouve en pleine campagne. Stepan, à nouveau seul, décide de voyager avec des musiciens. Mr. Bean continue à pied et se réveille un matin dans un décor des années 1930, construit pour une publicité réalisée par Carson Clay. Il perturbe le tournage et s'enfuit à pied où il est pris en stop par Sabine, une actrice jouant dans la publicité, circulant dans une Austin Mini jaune similaire à celle de Mr. Bean. Plus tard, lors d'un arrêt à une station-service, ils retrouvent Stepan et se rendent jusqu'à Cannes où se déroule le festival. Entre-temps, la police a lancé un avis de recherche concernant le prétendu enlèvement du garçon. Mr. Bean et lui se déguisent pour assister à la projection du film réalisé par Carson Clay, dans lequel joue Sabine, mais surtout pour y retrouver le père de Stepan, membre du jury se trouvant dans la salle.
Le film, intitulé Playback Time, endort le public au bout de plusieurs minutes, et Sabine se rend compte que sa scène a été coupée au montage. Triste pour elle, Mr. Bean, filmant depuis le début de son voyage tout ce qu'il se passe, décide de brancher son camescope sur le projecteur pour diffuser ses images à la place de celles de Playback Time, qui se marient parfaitement à la bande son du film original, mettant par ailleurs en valeur Sabine. Son film se révèle être beaucoup plus intéressant et le public commence à apprécier la projection. En voulant échapper à la sécurité, Mr. Bean se retrouve sur scène et est acclamé par le public. Stepan retrouve son père, membre du jury, Carson Clay est félicité par le public pour son film (grâce à l'intervention de Mr. Bean) et la carrière cinématographique de Sabine est véritablement lancée.
Enfin, Mr. Bean s'en va discrètement de la salle et aperçoit la plage, l'endroit où il voulait absolument se rendre. Arrivé sur place, celui-ci profite du paysage avant que tous les personnages du film le rejoignent pour chanter la chanson La Mer.
Après le générique, une dernière scène montre Mr. Bean écrivant « FIN » sur le sable avec son pied, tout en filmant avec sa caméra avant que la batterie ne se vide.

## Fiche technique
- Titre original : Mr. Bean's Holiday
- Titre français et québécois : Les Vacances de Mr. Bean
- Réalisation : Steve Bendelack
- Scénario : Hamish McColl et Robin Driscoll, d'après une histoire de Simon McBurney, d'après le personnage créé par Richard Curtis et Rowan Atkinson
- Musique : Howard Goodall
- Direction artistique : Franck Schwarz et Karen Wakefield
- Décors : Michael Carlin
- Costumes : Pierre-Yves Gayraud
- Coiffures/Maquillages : Frédérique Arguello
- Photographie : Baz Irvine
- Son : Andrew Stirk, Bernard O'Reilly
- Montage : Tony Cranstoun
- Production : Tim Bevan, Eric Fellner et Peter Bennett-Jones

Production exécutive : Raphaël Benoliel
Production déléguée : Richard Curtis et Simon McBurney
Coproduction : Debra Hayward, Liza Chasin et Caroline Hewitt
- Société de production[1] :
  - Royaume-Uni : Working Title Films, en association avec Tiger Aspect Productions
  - États-Unis : Universal Pictures
  - Allemagne : en association avec Motion Picture Alpha Produktionsgesellschaft
  - France : Firstep Productions, avec la participation Studiocanal
- Société de distribution[1] :
  - Royaume-Uni, Allemagne, France : Universal Pictures International (UPI)
  - États-Unis : Universal Pictures
- Budget : 25 millions de dollars (estimation)[2] / 20 millions de dollars[3]
- Pays de production :  Royaume-Uni,  France,  Allemagne,  États-Unis
- Langue originale : anglais, français, espagnol, russe
- Format[4] : couleur (Technicolor) - 35 mm - 1,85:1 (Panavision) - son SDDS | DTS | Dolby Digital
- Genre : comédie
- Durée : 90 minutes
- Dates de sortie[5] :
  - Allemagne : 29 mars 2007
  - Royaume-Uni : 30 mars 2007
  - Belgique : 4 avril 2007
  - France : 18 avril 2007
  - Suisse romande : 4 avril 2007[6].
  - États-Unis et Canada : 24 août 2007
- Classification[7] :
  -  Royaume-Uni : PG - Parental Guidance (Pour un public de 8 ans et plus - Accord parental souhaitable)[8].
  -  États-Unis : G - General Audiences (Tous publics).
  -  Allemagne : FSK 0 (Tous publics).
  -  France : Tous publics (visa d'exploitation no 117812 délivré le 19 avril 2007)[9] (Conseillé à partir de 10 ans)[10].

## Distribution
- Rowan Atkinson : Mr. Bean
- Max Baldry : Stepan, jeune garçon russe
- Emma de Caunes : Sabine, actrice
- Willem Dafoe (VF : Dominique Collignon-Maurin[Note 2] / Lambert Wilson (Version DVD)[Note 3]) : Carson Clay, cinéaste
- Jean Rochefort : le maître d'hôtel et Patron du restaurant Le Train Bleu de la Gare de Lyon
- Karel Roden : Emil Duchevsky
- Clint Dyer : Luther
- Steve Harvey (VF : Lucien Jean-Baptiste) : Mack Johnson
- Steve Pemberton (VF : Roger Carel) : l'animateur du tirage du concours
- Catherine Hosmalin : la contrôleuse SNCF
- Gilles Gaston-Dreyfus : l'agent SNCF à la gare
- Luc Palun : homme d'affaires
- Stéphane Debac : le contrôleur du trafic
- Urbain Cancelier : le chauffeur du bus
- Éric Naggar : le suicidaire
- Antoine de Caunes : le présentateur télé
- Julie Ferrier : l'assistant réalisateur
- Julien Cottereau et Michel Winogradoff : les pyrotechniciens
- Arsène Mosca : un des deux policiers
- Nader Boussandel : un des deux policiers
- Philippe Spall : le journaliste français
- Francis Coffinet : le croque-mort
- Julie Fournier : la femme d'Emil
- Flaminia Cinque : la femme de chambre
- Dimitri Radochevitch : le fermier aux poules
- Nicolas Bridet : second AD
- Nathalie Levy-Lang : la costumière
- Clint Dyer : Luther

## Tournage
Le film a été tourné :
- A Paris :   Paris 1er,  Paris 4e,  Paris 7e, Paris 10e,  Paris 12e
- Dans les Alpes-Maritimes à Cannes et Villefranche-sur-Mer
- En Aveyron au viaduc de Millau
- Dans les Hauts-de-Seine à la Grande Arche de la Défense
- Dans le Vaucluse à Cavaillon, Oppède-le-Vieux et à la Gare d'Avignon TGV
- Dans le Gard au pont du Gard à Vers-Pont-du-Gard

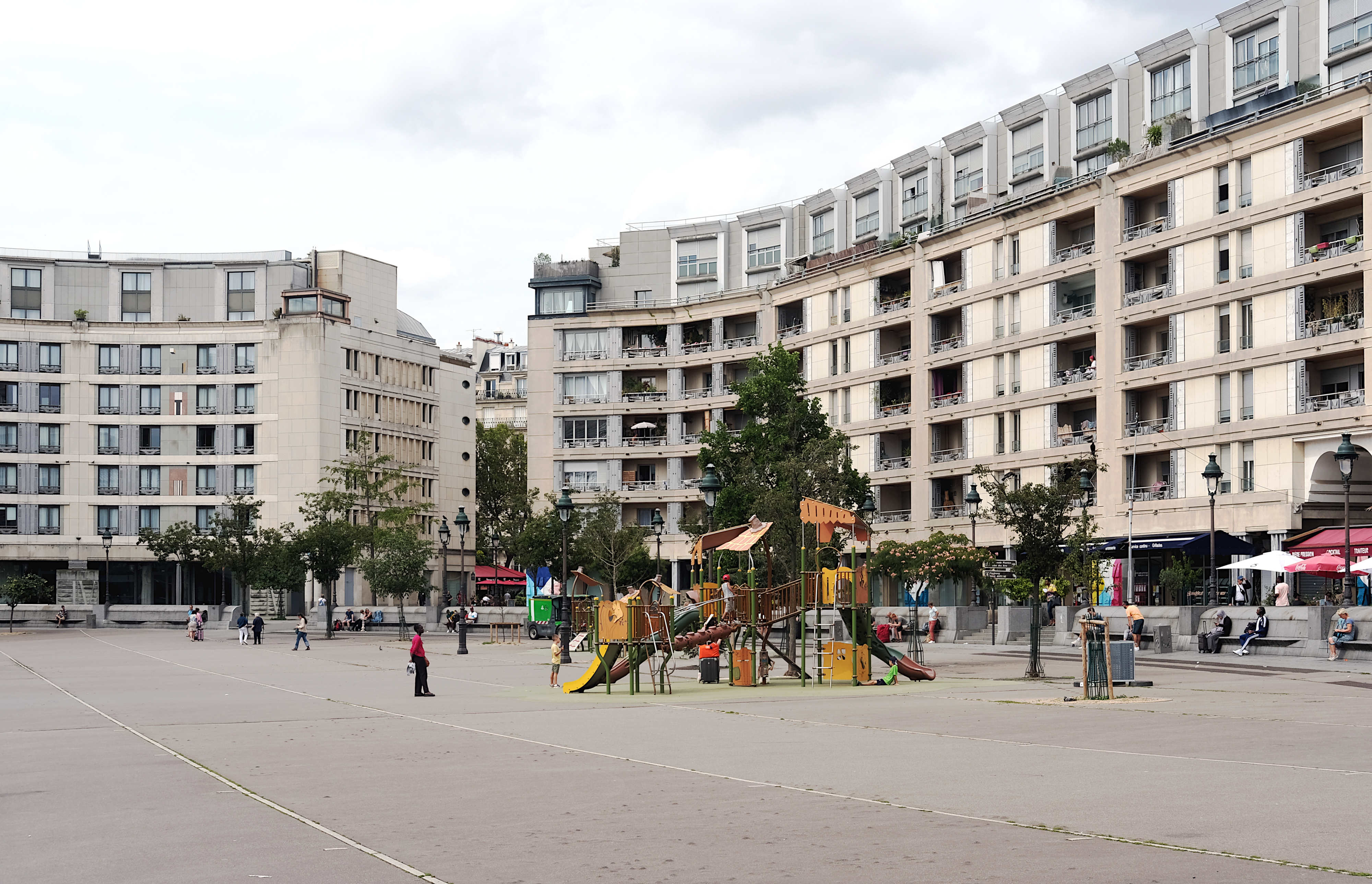
Place Henri-Frenay, où Jean Rochefort est assis sur un des bancs en pierre.
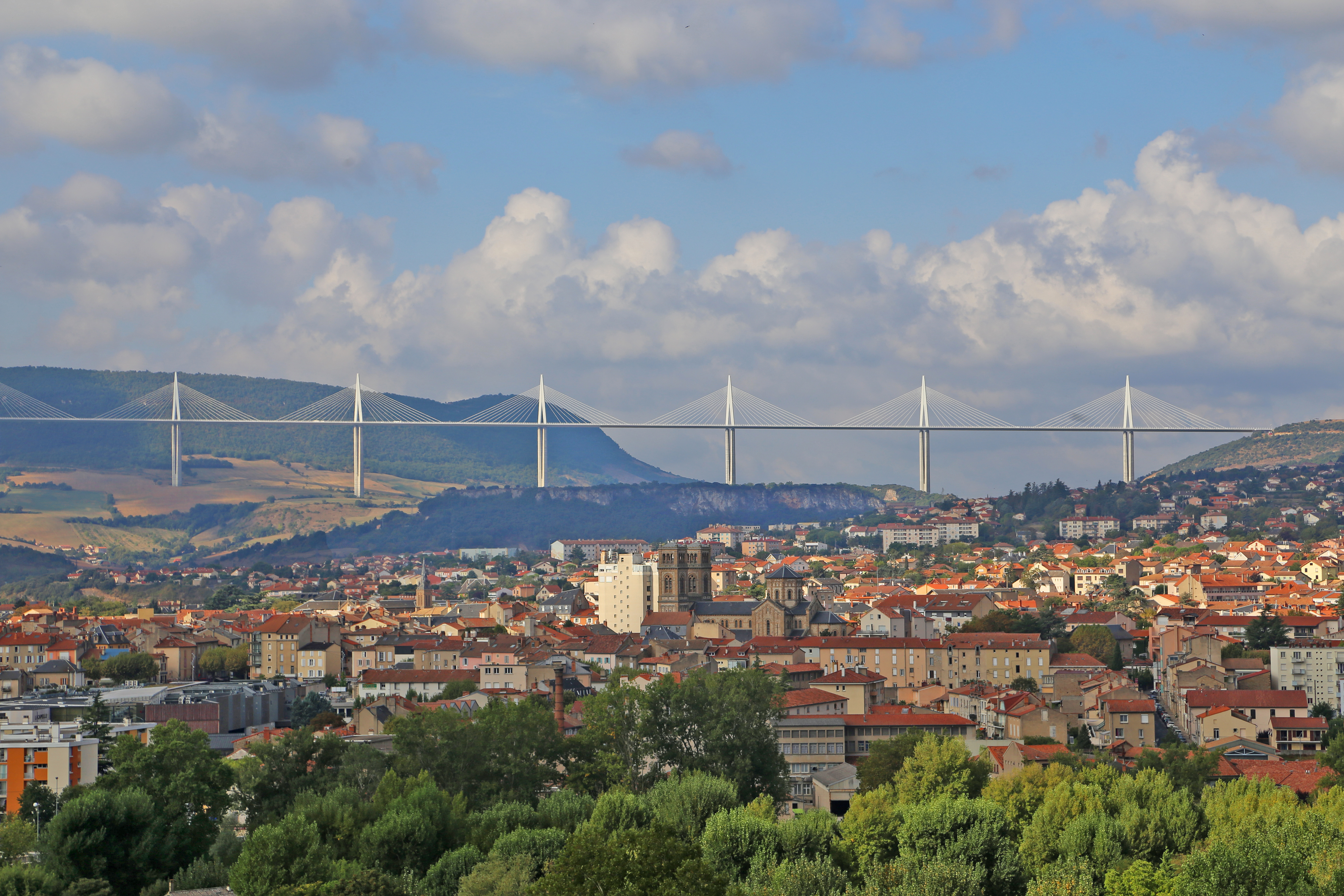
Le viaduc de Millau emprunté en voiture par les personnages.
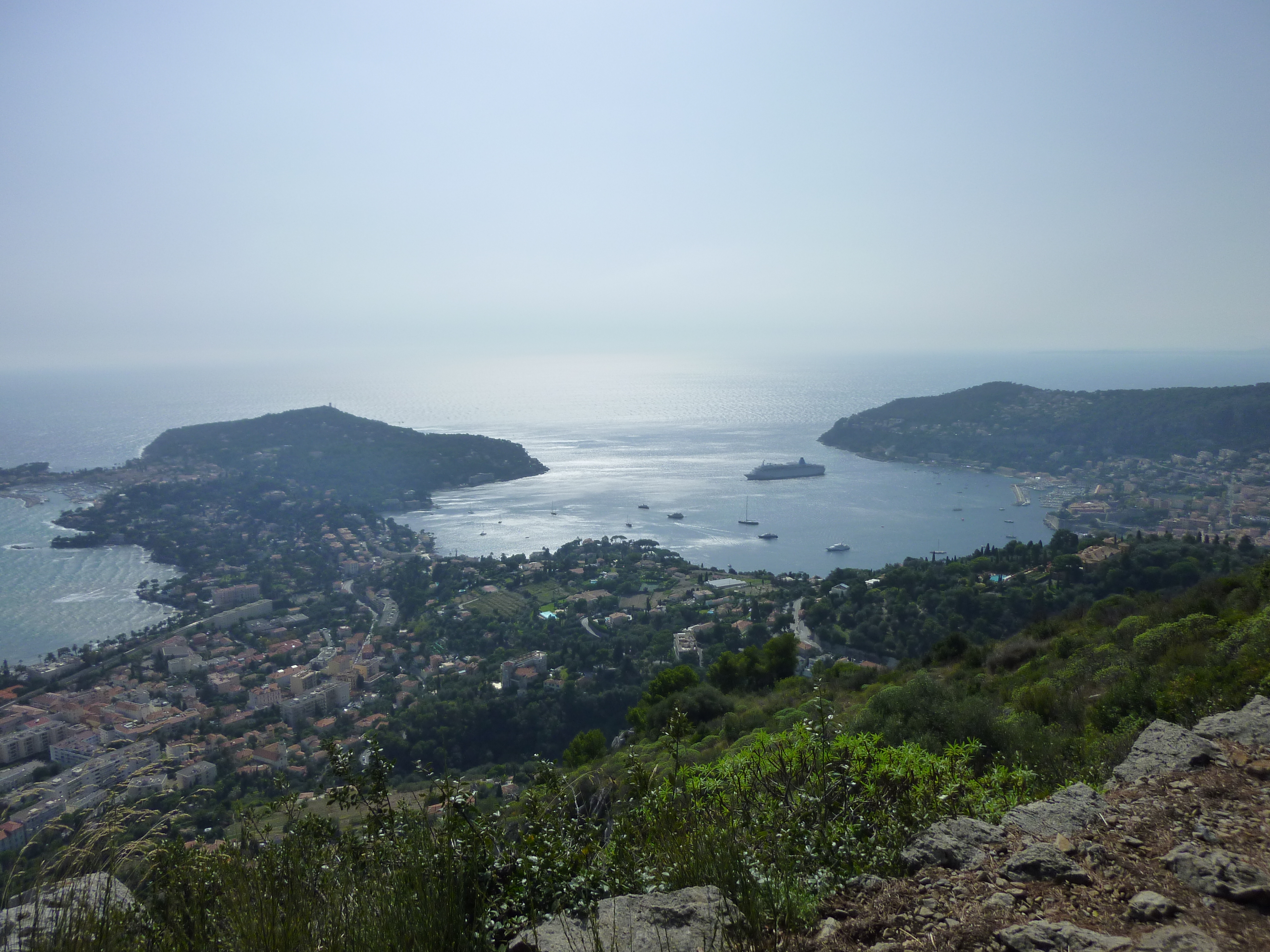
Saint-Jean-Cap-Ferrat et la rade de Villefranche, dans un angle proche de celui vu dans le film.
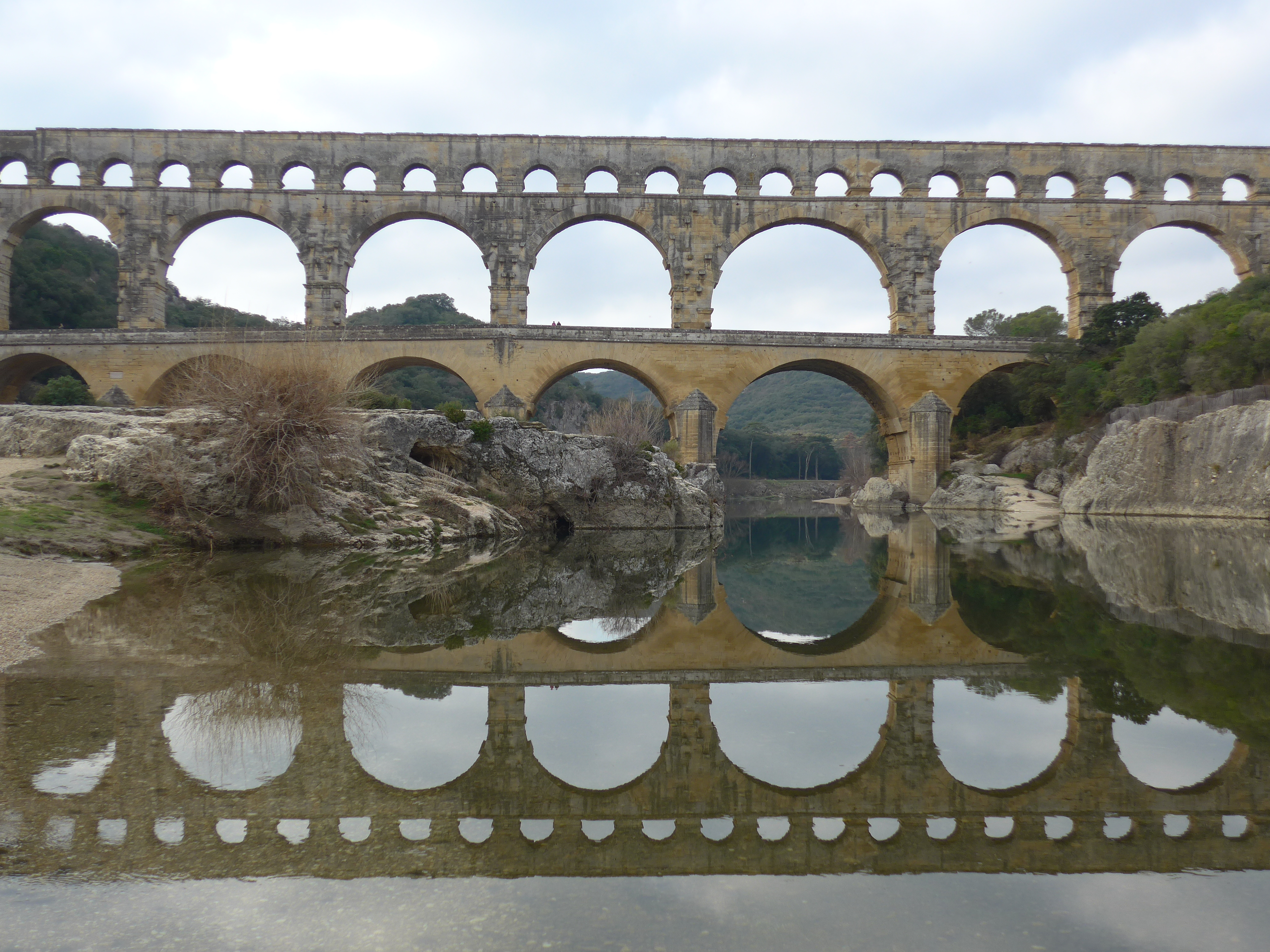
Le pont du Gard.
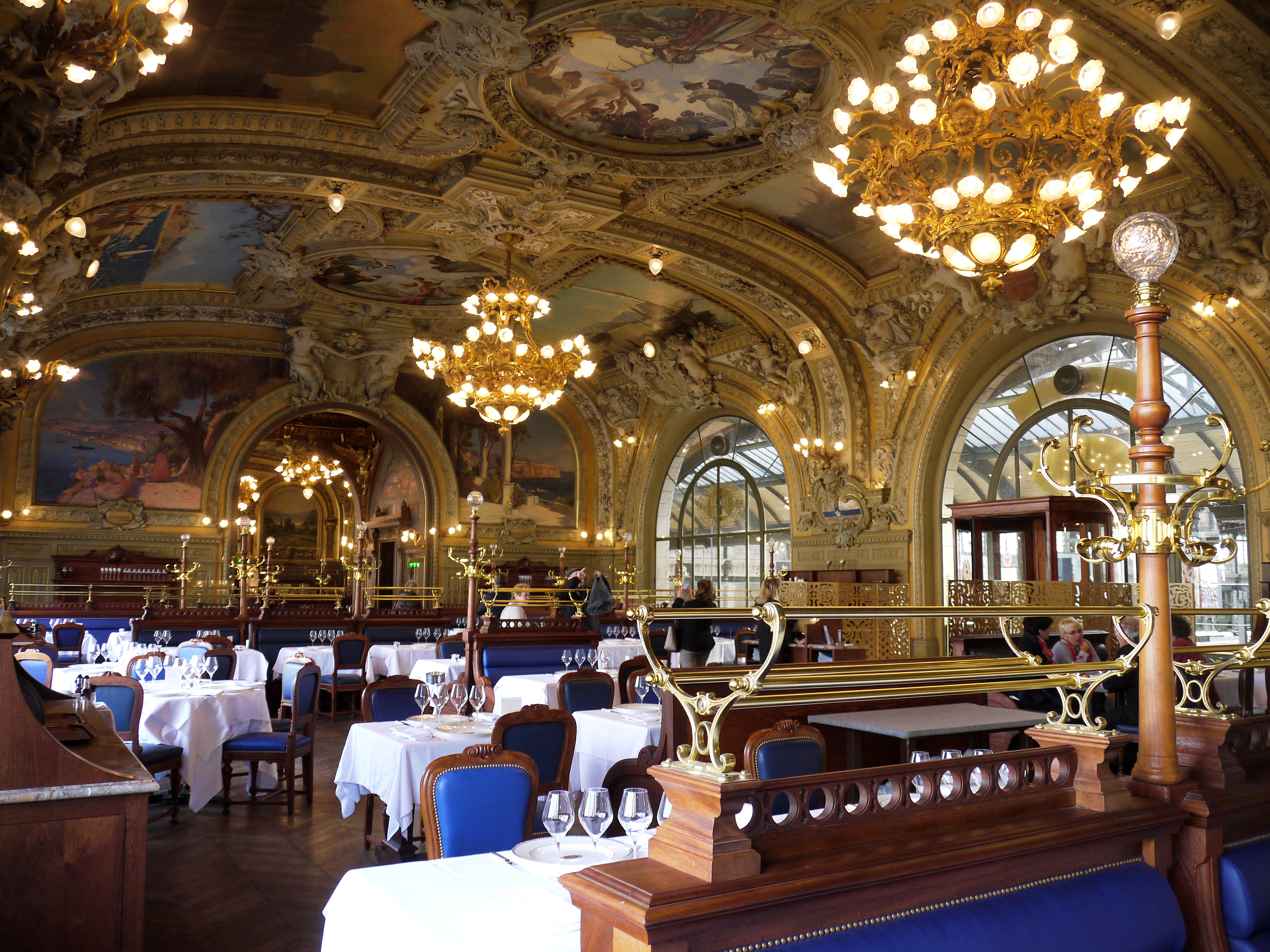
Restaurant Le Train Bleu de la gare de Lyon ou Mr Bean mange des fruits de mer.

## Musiques
1. Mr Boombastic - Shaggy : quand Mr. Bean danse sur la place du marché.
2. T'as d'beaux cieux - Camping Sauvach : extrait entendu lors de la scène sur le marché.
3. O mio babbino caro extrait de Gianni Schicchi de Giacomo Puccini, voix de Rita Streich et orchestre de l'opéra de Berlin (place du marché).
4. Celebration - Kool and the Gang : lorsque le public verse de la monnaie à flot après l'imitation opératique de Mr. Bean sur la place du marché.
5. Crash - Matt Willis
6. Générique d'Hawaï police d'État : quand Mr. Bean, Sabine et Stepan roulent sur le viaduc de Millau.
7. La Mer - Charles Trenet : quand Mr. Bean découvre la Méditerranée.

## Accueil

### Accueil critique
Le rôle de Willem Dafoe en réalisateur égocentrique et égomaniaque, est très apprécié, les comparaisons vont vers Abel Ferrara ou Vincent Gallo.
Aux États-Unis, le long-métrage a reçu un accueil critique mitigé :
- Les utilisateurs du site Internet Movie Database ont donné un vote moyen pondéré de 6,4⁄10 sur la base de 113 747 critiques[20].
- La presse américaine sur le site Metacritic a des avis plutôt mitigés, le score obtenu est de 56⁄100 sur la base de 26 avis critiques. Quant au public, il est plutôt favorable en obtenant une moyenne de 6,7⁄10 sur la base de 111 évaluations[12].
- Sur le site agrégateur américain Rotten Tomatoes, le film bénéficie d'un taux d'approbation de 52 % basé sur 114 opinions (59 critiques positives et 55 négatives) et d'une note moyenne de 5,44⁄10. Le consensus critique du site Web se lit comme suit : « Mr. Bean's Holiday signifie bien, mais les bonnes intentions ne peuvent pas résister aux 90 minutes de bêtises monotones et de gags fatigués et évidents. »[13].

En France, les retours sont très critiques de la part de la presse et plutôt mitigés de la part du public :
- Le site Allociné recense une moyenne des critiques presse de 2,4⁄5 sur la base 21 critiques[14] et recense une moyenne de 2,1⁄5 sur la base 724 critiques de la part des spectateurs[21].
- Sur le site SensCritique, le long métrage obtient une moyenne de 5,0⁄10 sur la base d'environ 7 900 retours du public dont 68 coups de cœur et 419 envies[22].
- L'hebdomadaire culturel français Télérama recense une moyenne de ses lecteurs de 2,11⁄5 pour 631 critiques[15].
- Ecranlarge attribue au long-métrage une note très sévère de 1⁄5, de même pour sa critique : « Dix ans après ses premières péripéties au cinéma, il est de retour ! Et une chose est sûre, ces vacances de Mister Bean ne resteront pas dans les annales de la comédie. (...) »[16].

## Box-Office
| Pays ou région            | Box-office                                    | Date d'arrêt du box-office | Nombre de semaines |
| ------------------------- | --------------------------------------------- | -------------------------- | ------------------ |
| États-Unis (1er week-end) | 9 889 780 $                                   | du 24 au 26 octobre 2007   | -                  |
| États-Unis Canada         | 33 302 167 $                                  | -                          | -                  |
| États-Unis                | 4 794 000 entrées (approx.)                   | -                          | -                  |
| Royaume-Uni               | 44 393 932 $                                  | 1er juillet 2007           | 14                 |
| Allemagne                 | 25 127 570 $ 3 412 945 entrées                | 9 septembre 2007           | 24                 |
| France Paris              | 8 530 347 $ 1 066 963 entrées 223 230 entrées | -                          | -                  |
| Total hors États-Unis     | 198 923 741 $                                 | -                          | -                  |
| Total mondial             | 232 225 908 $                                 | -                          | -                  |

## Analyse
Le film se passe essentiellement en France. De ce fait, l'acteur britannique Rowan Atkinson se retrouve parmi une distribution majoritairement française (Emma et Antoine de Caunes, Jean Rochefort, Urbain Cancelier, Catherine Hosmalin, etc.). Seuls les acteurs anglophones (sauf Rowan Atkinson) ont dû être doublés dans les versions française et québécoise du film. Le film est un hommage au cinéaste Jacques Tati et ses films Les Vacances de monsieur Hulot et Playtime, la séquence où Bean à vélo double un peloton de coureurs cyclistes est une référence directe à Jour de fête.
Il y a plusieurs références à la série éponyme :
- La scène où Mr. Bean se retrouve au restaurant Le Train bleu avec un plateau de fruits de mer, celui-ci est mal à l'aise à la vue des huîtres, ce qui n'est pas sans rappeler sa mésaventure dans la série où durant un séjour dans un hôtel (épisode 8 intitulé Mr. Bean chambre 426), il mange par inadvertance des huîtres périmées. Cette mauvaise expérience semble l'avoir dégoûté depuis. De ce fait, il planque les huîtres dans sa serviette, en faisant semblant de les manger, puis les verse dans le sac à main de la cliente d'à côté, ce qui n'est pas sans rappeler l'épisode 2 de la série (Le Retour de Mr. Bean) où il planquait son steak tartare un peu partout. 
- Lorsque Stepan se retrouve séparé de son père à cause de Mr. Bean, celui-ci tente alors de l'amuser comme il avait déjà fait à un enfant malade, quand il a pris l'avion dans le 6ème épisode de la série.
- Lorsque Mr. Bean trouve une cabane en bois au bord de la route (croyant que c'est un cabinet de toilettes), il se retrouve enfermé et tente d'appeler au secours pour pouvoir être libéré, comme ce fut le cas dans l'épisode 6 de la série, dans lequel il se retrouvait enfermé dans une boîte postale après avoir essayé de récupérer un timbre pour son courrier.
- Bean visite une foire alors qu'il a déjà visité une école et une kermesse (Mr. Bean retourne à l'école et Mr. Bean coiffé au poteau). Il a aussi eu des problèmes avec les trains dans le passé.
- La scène où il danse pour prendre de l'argent est un écho au Retour de Mr. Bean et celle où il se rend dans un cinéma est un écho aux Malheurs de Mr. Bean.
- Sabine conduit exactement la même voiture que Mr. Bean, ce qui ne manque pas de le rendre joyeux lorsqu'il la voit, ayant une grande affection pour son automobile.
À noter que Teddy, l'ours en peluche de Mr. Bean est absent du film.

## Éditions en vidéo
- Les Vacances de Mr Bean est sorti en[10] :
  - DVD le 25 octobre 2007,
  - VOD le 25 mai 2013.